# 歌川芳彦
歌川 芳彦（うたがわ よしひこ、生没年不詳）とは、江戸時代から明治時代にかけての浮世絵師。

## 来歴
歌川国芳の門人。俗名は彦八、歌川の画姓を称し一元斎と号す。作画期は文久から明治頃にかけてとされ、明治6年（1873年）建立の一勇斎歌川先生墓表に「芳彦」の名が見られるが、その他の経歴や作については不明。